# 艾許莉·哈奇
艾許莉·哈奇（英語：Ashley Marie Hatch；1995年5月25日—）是美國職業女子足球運動員，司職前鋒，現效力國家女子足球聯賽球隊華盛頓精神與美國國家女子足球隊，曾代表美國參加2022年中北美洲及加勒比海女子足球錦標賽獲得冠軍。
哈奇在大學時期效力於楊百翰大學美洲獅女子足球隊。2017年，她參加國家女子足球聯賽大學選秀以首輪第二位之姿中選北卡羅萊納勇氣。同年，她幫助隊伍贏得該賽季的例行賽冠軍，並當選年度最佳新秀。2018年1月，哈奇轉會至華盛頓精神，並於2021年賽季幫助隊伍贏得季後賽冠軍，個人榮獲賽季金靴獎以及入選年度最佳陣容。

## 外部連結
- 官方网站
- 艾許莉·哈奇在國家女子足球聯賽
- 艾許莉·哈奇在華盛頓精神
- 艾許莉·哈奇在北卡羅萊納勇氣 （页面存档备份，存于）
- 艾許莉·哈奇在楊百翰大學美洲獅（英语：BYU Cougars women's soccer）
- 艾許莉·哈奇在美國足球協會 （页面存档备份，存于）